# Cataclysme disformata
Cataclysme disformata là một loài bướm đêm trong họ Geometridae.